# Fronta za osvobození enklávy Cabinda

Vlajka hnutí FLEC

Fronta za osvobození enklávy Cabinda (Frente para a Libertação do Enclave Cabinda – FLEC) je nejmenší nacionalistické hnutí v Angole. Od počátku hájilo regionální zájmy enklávy Cabinda a od poloviny 70. let usilovalo o její odtržení od Angoly. Secesionistický program apriori znemožňoval koalici s nějakým jiným hnutím, protože ostatní hnutí vystupovala za jednotu Angoly ve stávajících koloniálních hranicích a případné odtržení Cabindy, na jejímž území se nachází rozsáhlé surovinové bohatství, jednoznačně odmítala. Mezinárodní podpory se FLEC dostávalo částečně ze Zairu, částečně pravděpodobně rovněž od ropných společností. Typickým jevem v historii FLEC bylo časté štěpení na frakce.